# هینی همی

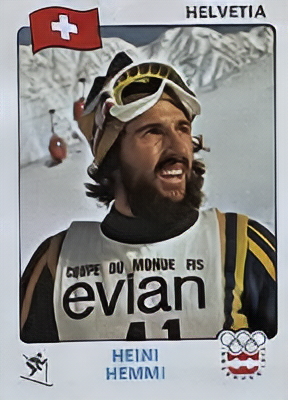
هینی همی - ۱۹۸۰

هینی همی (انگلیسی: Heini Hemmi؛ زادهٔ ۱۷ ژانویهٔ ۱۹۴۹) اسکی‌باز آلپاین اهل سوئیس بود.